# Финансовый счёт
Финансовый счёт (англ. financial account) — это счёт, который показывает чистое приобретение (продажу) финансовых активов на левой стороне или чистое принятие (погашение) обязательств на правой стороне. Финансовый счёт позволяет увидеть, как различные институциональные единицы, сектора экономики или целые экономики передают друг другу финансовые ресурсы, увеличивая или уменьшая свои финансовые активы и финансовые обязательства.
В системе национальных счетов (СНС) финансовый счёт применяется как для отражения операций между институциональными единицами и секторами внутри одной экономики (финансовый счёт, глава 11 СНС), так и для отражения операций между разными экономиками (финансовый счёт платёжного баланса, глава 26 СНС).
Финансовый счёт входит в число счетов накопления, на которых отражаются потоки, влияющие на остатки в балансе активов и пассивов на начало и конец отчётного периода. Наряду с финансовым счётом к счетам накопления относятся счёт операций с капиталом, счёт других изменений в активах и счёт переоценки.
В соответствии с главой 11 СНС финансовый счёт включает в себя следующие финансовые инструменты:
- монетарное золото и специальные права заимствования (англ. SDR);
- наличные деньги и депозиты;
- долговые ценные бумаги;
- ссуды;
- акции и иное долевое участие в капитале;
- страховые и пенсионные резервы (технические);
- производные финансовые инструменты и опционы;
- прочие счета дебиторов и кредиторов.

В соответствии с главой 26 СНС, на финансовом счёте платёжного баланса отражаются следующие функциональные категории:
- прямые инвестиции;
- портфельные инвестиции;
- производные финансовые инструменты;
- другие инвестиции и обязательства.